# 石田 (日野市)
石田（いしだ）は、東京都日野市の大字・町名。現行行政地名は大字石田と石田一丁目及び石田二丁目。

## 地理
日野市の東部に位置し、南東に落川、南に新井、西と北に万願寺、北東に国立市泉、東に府中市四谷と接している。

### 河川
- 多摩川
- 浅川

## 歴史
- 2004年（平成16年）8月7日 - 万願寺地区町名地番整理により、大字石田、大字新井、大字下田、大字宮、大字万願寺の各一部の分離し、石田一丁目及び石田二丁目を設置[5]。

### 町名の変遷
| 実施後     | 実施年月日               | 実施前（各町名ともその一部）                     |
| ---------- | ------------------------ | ------------------------------------------------ |
| 石田一丁目 | 2004年（平成16年）8月7日 | 大字新井、大字石田、大字下田、大字万願寺         |
| 石田二丁目 | 2004年（平成16年）8月7日 | 大字新井、大字石田、大字宮、大字下田、大字万願寺 |

## 世帯数と人口
2025年（令和7年）8月1日現在（日野市発表）の世帯数と人口は以下の通りである。
| 大字・丁目 | 世帯数    | 人口    |
| ---------- | --------- | ------- |
| 石田       | 287世帯   | 669人   |
| 石田一丁目 | 606世帯   | 1,263人 |
| 石田二丁目 | 380世帯   | 724人   |
| 計         | 1,273世帯 | 2,656人 |

### 人口の変遷
国勢調査による人口の推移。
| 年                 | 人口  |
| ------------------ | ----- |
| 1995年（平成7年）  | 1,746 |
| 2000年（平成12年） | 2,234 |
| 2005年（平成17年） | 3,168 |
| 2010年（平成22年） | 3,159 |
| 2015年（平成27年） | 3,420 |
| 2020年（令和2年）  | 3,461 |

### 世帯数の変遷
国勢調査による世帯数の推移。
| 年                 | 世帯数 |
| ------------------ | ------ |
| 1995年（平成7年）  | 675    |
| 2000年（平成12年） | 838    |
| 2005年（平成17年） | 1,321  |
| 2010年（平成22年） | 1,347  |
| 2015年（平成27年） | 1,432  |
| 2020年（令和2年）  | 1,520  |

## 学区
市立小・中学校に通う場合、学区は以下の通りとなる（2023年10月時点）。
| 大字・丁目 | 番・番地等   | 小学校                 | 中学校                 |
| ---------- | ------------ | ---------------------- | ---------------------- |
| 石田       | 418〜445番地 | 日野市立日野第四小学校 | 日野市立日野第一中学校 |
| 石田一丁目 | 全域         | 日野市立潤徳小学校     | 日野市立三沢中学校     |
| 石田二丁目 | 全域         | 日野市立潤徳小学校     | 日野市立三沢中学校     |

## 交通

### 道路
- 国道20号
- 東京都道503号相模原立川線

## 事業所
2021年（令和3年）現在の経済センサス調査による事業所数と従業員数は以下の通りである。
| 大字・丁目 | 事業所数 | 従業員数 |
| ---------- | -------- | -------- |
| 石田       | 26事業所 | 120人    |
| 石田一丁目 | 31事業所 | 316人    |
| 石田二丁目 | 15事業所 | 125人    |
| 計         | 72事業所 | 561人    |

### 事業者数の変遷
経済センサスによる事業所数の推移。
| 年                 | 事業者数 |
| ------------------ | -------- |
| 2016年（平成28年） | 63       |
| 2021年（令和3年）  | 72       |

### 従業員数の変遷
経済センサスによる従業員数の推移。
| 年                 | 従業員数 |
| ------------------ | -------- |
| 2016年（平成28年） | 389      |
| 2021年（令和3年）  | 561      |

## 施設
- 石田寺
- 東京都立日野高等学校
- 東京下水道局 浅川水再生センター

## その他

### 日本郵便
- 郵便番号 : 191-0021[3]（集配局 : 日野郵便局[15]）。